# Pterygoplichthys pardalis
Pterygoplichthys pardalis   es una especie de peces de la familia Loricariidae en el orden de los siluriformes.

## Morfología
Los machos pueden alcanzar hasta 42,3 cm de longitud total.

## Hábitat
Es un pez de agua dulce y de clima tropical (23 °C a 28 °C).

## Distribución geográfica
Es nativo de América del Sur, de la cuenca del río Amazonas. Ha sido introducido en otros países. En España se ha encontrado en el humedal de Gandía.